# オリバー・クロムウェル (登山家)
オリバー・イートン・クロムウェル・ジュニア（Oliver Eaton Cromwell Jr.、1892年 – 1987年）アメリカ人の登山家。
通称トニー・クロムウェル。元ダグラス・マッカーサーの義理の弟。

## 概要
正確な生年月日、生まれた場所は不明である。
1938年カナディアン・ロッキー初登頂を成し遂げた。この後も何度もこの山に登り、翌年にはアメリカ軍のカラコルム遠征隊指揮官をした。しかし、彼以外の全隊員が事故で亡くなってしまう。それ以降は1970年頃までスイスのツェルマット、その後はインターラーケンを拠点として活動。
アルバータ州ジャスパー国立公園サンワプタ川付近にあるクロムウェル山は彼にちなんでつけられた。